# Commando Kieffer (Marine nationale)
Pour l’article homonyme, voir Commandos Kieffer (France libre).
Le commando Kieffer est le sixième commando marine (FORFUSCO) créé au sein de la Marine nationale, en 2008 ; il appartient aux forces spéciales. Il porte le nom du capitaine de corvette Kieffer, qui, pendant la Seconde Guerre mondiale, a formé et dirigé le 1er Bataillon de Fusiliers Marins Commandos, 177 commandos marine de la France libre qui ont participé au débarquement allié en Normandie le 6 juin 1944.

## Création
La création du commando Kieffer a été prononcée le 8 mai 2008 par le président Nicolas Sarkozy lors des cérémonies commémorant la victoire du 8 mai 1945, exceptionnellement décentralisées sur la plage de Ouistreham, à proximité de la plage de Colleville-Montgomery où le 1er bataillon de fusiliers marins commandos de la France libre avaient débarqué le 6 juin 1944. À cette occasion, le président de la République a remis symboliquement le fanion du nouveau commando au contre-amiral Marin Gillier, qui commandait la FORFUSCO.

## Rôle
À sa formation en 2008, le commando Kieffer comportait moins de 30 hommes, en 2014 l'effectif supposé est de 70 hommes. Le commando Kieffer aurait deux rôles : celui d'assurer le commandement pour les opérations spéciales maritimes (structure de SOTG déployable) et de fournir des compétences technologiques ou à forte valeur ajoutée. Pour cela il dispose de Sections d'Appuis Spécialisés comprenant notamment des maîtres-chiens pour la recherche d’explosifs improvisés ou la cynotechnie offensive, des spécialistes du renseignement humain, d'experts dans la mise en œuvre de drones, de la guerre électronique et cyber, du déminage ou du combat en environnement NRBC (nucléaire, radiologique, bactériologique et chimique). Il est basé à Lorient. À la différence des autres unités, le commando Kieffer recrute et sélectionne certains de ces spécialistes dans la Marine Nationale ou dans les armées puis les forme pour en faire des opérateurs « Forces Spéciales ».

## Historique de l’appellation
Originellement, ce qui est communément désigné par « commando Kieffer » est une unité spéciale créée pendant la Seconde Guerre mondiale par Philippe Kieffer.
Banquier avant la guerre, celui-ci décide de s'engager auprès des Forces navales françaises libres (FNFL). Il rejoint l'Angleterre, où il sert comme officier de liaison grâce à ses compétences linguistiques. Il est fasciné par les exploits des commandos marine britanniques face à l'Allemagne nazie, notamment les raids en Norvège. Son idée de créer une unité commando française cadre avec le projet de Churchill de former des étrangers aux techniques commando pour former une unité interalliés en vue des opérations en Europe et au Moyen Orient. Le général de Gaulle donne son accord pour confier le commandement de cette unité à Philippe Kieffer. Celui-ci est alors promu officier, au grade d’enseigne de vaisseau, et effectue avec une poignée de volontaires (27) le redouté stage commando du camp d’entraînement britannique d'Achnacarry en Écosse. Le groupe sera suivi de nombreux autres volontaires de toutes spécialités de la Marine et de l'Armée de terre jusqu'à constituer deux Troops (commandos) d'assaut et 1/2 Troop d'appui (K-Gun) au sein du N°10 Commando. Ils effectueront le débarquement du D-Day (Ouistreham, SWORD) et la campagne de Hollande rattachés au N°4 Commando britannique.